# Іберійські імена
Примітка: Ця стаття стосується Іберійських мов — мов Піренейського (або Іберійського) півострова, а не мов іберів, які жили на цьому півострові за часів Стародавнього Риму.
У більшості іспано-, португало- і каталономовних районів світу люди мають щонайменше два прізвища. Перше успадковується від батька, друге — від матері. Своїм дітям батьки зазвичай надають те прізвище, яке вони успадкували від свого батька (дідуся дитини).
У більшості іспаномовних країн прізвище від батька пишеться перед прізвищем від матері (хоча є винятки з цього правила), і в скороченнях використовують са́ме батьківське прізвище. Тому, наприклад, до чоловіка з ім'ям Вісенте Фокс Кесада (ісп. Vicente Fox Quesada) слід звертатися «сеньйор Фокс» (ісп. señor Fox), а не «сеньйор Кесада», а Фокс є першим прізвищем, а не другим ім'ям чи ім'ям по батькові.
У більшості португаломовних країн прізвище, отримане від батька, звичайно ставиться після материнського прізвища. У цих країнах дуже часто діти отримують по два прізвища від кожного з батьків, тому зазвичай мають останнє прізвище кожного зі своїх дідусів і бабусь.
Угоди з питань надавання імен зараз змінюються й повертаються до традиційних історичних норм, коли ці угоди були гнучкішими. Ці зміни спричинені змінами в ставленні до рівності статей. У Португалії, починаючи з 1977 року, прізвище дитини може походити як від батька, так і від матері. В Іспанії законодавчі зміни такі самі, але також із незначним ефектом на суспільство. Чинний іспанський закон вимагає, щоб усі діти в сім'ї мали однакову систему прізвищ, тобто, якщо старша дитина має материнське прізвище першим, то і решта дітей цих батьків повинна мати прізвища в тому ж порядку. Як і раніше, люди можуть змінити прізвище в особливих випадках, наприклад, через питання спадкоємства.

## Іспанські імена
В іспаномовних країнах прізвище батька ставиться перед прізвищем матері. Ці два прізвища відомі як батьківське, або перше прізвище (ісп. apellido paterno або primer apellido), та материнське, або друге прізвище (ісп. apellido materno або segundo apellido).

## Фамільний предикат

### Частинка «de» в жіночих прізвищах
У латиноамериканських країнах, коли жінка одружується, вона може відкинути своє материнське прізвище та замінити його на батьківське свого чоловіка з частинкою «de» перед ним. Тому, якщо, наприклад, Анхела Лопес Саенс (Ángela López Sáenz) одружується з Томасом Портільо Бланко (Tomás Portillo Blanco), вона може змінити своє повне ім'я на Анхела Лопес де Портільо (Ángela López de Portillo). Однак цей звичай має здебільшого соціальний характер і не є офіційним; на відміну від багатьох країн, включаючи Україну, де після одруження жінка офіційно змінює прізвище, прізвище латиноамериканської жінки після одруження залишається в офіційних документах незмінним. Проте в багатьох областях ця традиція зараз вважається застарілою формою дискримінації жінок («de» може розглядатися як позначка належності) і тому поступово зникає. Більш формальна версія — Анхела Лопес, сеньйора Портільо (Ángela López, Sra. de Portillo, де «Sra.» — скорочення слова сеньйора — «пані»).
В Іспанії жінка ніколи не змінює свого прізвища у шлюбі.

### Успадкування прізвищ
Якщо, як це звичайно трапляється, Анхела Лопес і Томас Портільо вирішать передати свої прізвища своїм дітям, їхні діти матимуть прізвище Портільо Лопес.
При цьому прізвище жіночої гілки звичайно втрачається зі зміною поколінь. Якщо жіноче прізвище особливо престижне або комбінація неблагозвучна, порядок може бути змінений. Хоча Іспанія нещодавно[коли?] ввела закон, що дає батькам волю у вирішенні порядку прізвищ незалежно від того, які прізвища передаються, переважна більшість іспанців продовжують дотримуватись традиції. Проте слід зазначити, що історично передача батьківського імені дитині не була усталеним звичаєм. До середини XVIII століття в багатьох іспаномовних країнах діти могли отримати материнське прізвище, або навіть, у деяких випадках, прізвище бабусі або дідуся, яке жоден із батьків не носив, з міркувань престижу або спадкоємства. Батьківсько-материнська комбінація прізвищ — традиція, яка розвинулася протягом останніх двох століть.
Ці правила поширені у всіх іспаномовних країнах, але з деякими відмінностями. Наприклад, в Аргентині при народженні в документи записується тільки батьківське прізвище (хоча можна почути, як Хорхе Луїса Борхеса інколи називають Хорхе Луїс Борхес Асеведо — Jorge Luis Borges Acevedo). З іншого боку, у деяких країнах, наприклад Гондурасі, у паспорт потрібно записувати два прізвища, що може створити певні труднощі у випадках, коли особа батька невідома, або для іммігрантів, які мають тільки одне прізвище.
В Іспанії, якщо батько невідомий або відмовляється визнати дитину, новонароджений бере обидва прізвища матері. Тому, якщо Марія Лопес Мартінес (María Lopez Martinez) матиме сина від невідомого батька та назве його Хосе (José), її син буде мати повне ім'я Хосе Лопес Мартінес. Оскільки це може привести до непорозуміння (таке ім'я виглядатиме як ім'я брата Марії Лопес Мартінес), порядок прізвищ може бути змінений на зворотний, тобто Хосе Мартінес Лопес.

### Частинка «y»
В іспанських, а також в каталонських іменах є можливість об'єднати два прізвища за допомогою частинки «y» («і»), наприклад, Хосе Ортега-і-Гассет (José Ortega y Gasset). Тому замість «Томас Портільо Бланко» можна записати «Томас Портільо-і-Бланко», хоча така манера вважається в сучасному суспільстві старомодною. Однак таке використання частинки «y» збереглося в ужитку на Філіппінах, де воно використовується, серед іншого, при зберіганні даних про злочинців.

### Скорочення
Часто для стислості вказується тільки одна частина прізвища, зазвичай успадкована від батька. Тому скороченим варіантом імені Ґабріель Ґарсія Маркес (Gabriel García Márquez) буде Ґабріель Ґарсія (хоча в цьому випадку, якщо мається на увазі колумбійський письменник, застосовується прізвисько Ґабо — Gabo). Іноді персона з дуже поширеним батьківським прізвищем, але рідкісним материнським, стає відомою під своїм материнським прізвищем, наприклад художник Пабло Руїс Пікассо (Pablo Ruiz Picasso) відоміший як Пабло Пікассо, поет Федеріко Гарсіа Лорка (Federico García Lorca) — як Лорка, і навіть прем'єр-міністр Іспанії Хосе Луїс Родрігес Сапатеро (José Luis Rodríguez Zapatero) — як Сапатеро. З іншого боку, уругвайський журналіст Едуардо Х'юз Ґалеано (Eduardo Hughes Galeano) відомий під прізвищем Ґалеано через те, що його батьківське прізвище іноземне й погано сприймається в іспаномовних країнах. У дитинстві він іноді підписувався як Едуардо Хіус (Eduardo Gius), намагаючись надати своєму прізвищу більш іспанського звучання.

### Багатослівні прізвища
Не кожне прізвище — одне слово. Особливо престижні та знамениті комбінації батьківських і материнських прізвищ можуть передаватися наступним поколінням як подвійне батьківське прізвище, особливо коли одне батьківське прізвище вважалося б непримітним. Наприклад, колишній мексиканський президент Хосе Лопес Портільйо (José López Portillo), прізвище матері якого було Пачеко (Pacheco), підписувався як Хосе Лопес Портільо-і-Пачеко (José López Portillo y Pacheco). Інший тип подвійних імен походить від церковних імен (звичайно імен святих), таких як Сан-Хосе (San José). Якщо людина має таке подвійне прізвище як частину свого повного прізвища, більш звичайно використовувати «y» («і») між батьківською та материнською складовими частинами. У цьому випадку існує звичай ставити дефіс перед і після цієї частки, щоб показати що це все — одне ім'я; це правило може порушуватися як випусканням дефіса, так і додаванням дефіса між усіма словами прізвища.

### Частка de в областях Кастилія й Алава
У прізвищах, що походять з іспанських провінцій Кастилія й Алава, до власного прізвища часто додається географічна назва місцевості, з якої походить це прізвище, відділена часткою «de». В Іспанії, на відміну від сусідньої Франції, приставка «de» (у значенні «з») зазвичай не вказує на благородне походження. Наприклад, у випадку Хосе Ігнасіо Лопеса де Арріортуа (José Ignacio López de Arriortúa) Лопес де Арріортуа — одне з двох прізвищ. Це може викликати непорозуміння, тому що і Лопес, і Арріортуа зустрічаються як окремі прізвища. Частка «de» також може використовуватися для того, щоб відділити прізвище, яке може бути прийняте за ім'я. Тому Луїс де Мігель Перес (Luis de Miguel Pérez) означає, що ім'я — тільки Луїс, а не Луїс Мігель. На відміну від французьких імен при скороченні іспанських частинка «de» не відкидається: конкістадор Ернандо де Сото (Hernando de Soto) відомий як «де Сото», але іспанський король Філіп де Бурбон (Felipe de Borbón) відомий як «Бурбон», а не «де Бурбон».

### Марія
Стосовно імен, з релігійних (католицьких) причин існує традиція, зараз дещо менш популярна, але все ще наявна, надавати дівчатам імена на честь Марії, матері Ісуса, з додаванням якогось релігійного поняття або назви якогось з присвячених їй храмів чи місць, де вона комусь з'являлася. Щоб уникнути плутанини, саме слово «Марія» часто випускається всюди, крім офіційних документів і дуже формальних випадків. Так, імена Анхелес (Ángeles), Пілар (Pilar) і Лус (Luz) (буквально «ангели», «стовп» і «світло»), майже поза сумнівом означають імена Марія де лос Анхелес (María de los Ángeles), Марія дель Пілар (María del Pilar) і Марія де ла Лус (María de la Luz). Кожне з них вважається єдиним ім'ям. Проте, дівчинку можуть назвати й просто Марією.
Марія також може бути частиною чоловічого імені, якщо слідує за чоловічим іменем, наприклад, Хосе Марія Аснар (José María Aznar). З іншого боку, дівчинку можуть назвати Марія Хосе. Можливі й інші способи застосування цієї практики, наприклад Хосе дель Пілар (José del Pilar), якого можуть називати як Хосе, так і Пілар. Таке використання в чоловічих іменах зараз швидко виходить із вжитку.

### Число частин імені
В іспанських офіційних документах записується максимум два імені та два прізвища. Проте, людина може бути хрещеною з більш ніж двома іменами, що часто робилося й робиться, особливо серед знаті. Люди також можуть мати більш ніж два прізвища. Така практика дуже поширена в іспанській Країні басків з міркувань підтримки національної ідентичності. Наприклад, засновник баскського націоналізму Сабіно Арана (Sabino Arana) вимагав від своїх послідовників утримувати як можливо більше прізвищ, щоб показати «чистоту» свого походження.

### Підкидьки
Підкидьки завжди створювали проблему для реєстраторів. Часто їх називали на честь святого, свято якого припадало на цей день, або на честь святого покровителя міста. Також як прізвище вони часто отримували слово Expósito («знайда, підкидьок»), яке явно відзначало їх і їхніх нащадків як людей без родоводу, або найзагальніше прізвище серед населення міста. У 1921 році іспанський закон дозволив безкоштовно заміняти прізвище Expósito.

### Іспанські прізвища серед філіппінців
21 листопада 1849 року іспанською адміністрацією Філіппін під керівництвом Генерал-губернатора Нарсіско Клав'єріа було видано декрет про систематичне розповсюдження іспанських прізвищ і введення іспанської системи імен для місцевого населення.
Декретом Клав'єріа був створений «Алфавітний каталог прізвищ» (ісп. Catálogo Alfabético de Apellidos). Він складався здебільшого з іспанських прізвищ, хоча було багато іспанізованих назв рослин, тварин і цифр філіппінською та китайською мовою. Саме тому зараз серед філіппінців так багато прізвищ, які звучать іспанськими, але не зустрічаються в інших частинах іспанськомовного світу. Прізвища іспанського дворянства та представників колоніальної адміністратрації Філіппін, престижні серед населення, були заборонені.
Колоніальна влада видала цей декрет переважно через те, що дуже багато навернених на християнство філіппінців називали себе на честь релігійних інститутів і святих. Очевидно, перехід у християнство проходив дуже ефективно, і тому дуже багато людей мали прізвища «de Los Santos», «de la Cruz», «del Rosario», «Bautista» тощо. Це викликало переляк серед іспанської адміністрації, оскільки створило труднощі з обліком населення.
Ще одна традиція, яку так не любила іспанська влада, полягала в тому, що філіппінські діти одних батьків отримували різні прізвища, як це робилося до іспанців. Усі ці «проблеми» приводили до зменшення ефективності збирання податків. У зв'язку з масовим запровадженням іспанської системи імен серед місцевих мешканців зараз іспанське ім'я на Філіппінах, як правило, не свідчить про іспанське походження. Лише близько 3,6 % населення Філіппін дійсно мають у своєму родоводі іспанців (здебільш змішане населення).

## Інші мови Іспанії
Носії інших мов Іспанії (каталанської, баскійської, галісійської, астурійсько-леонської, арагонської, аранської говірки окситанської), чиї імена були іспанізовані згідно з мовною політикою ери Франко і хто зараз бажає повернути своє національне ім'я, можуть скористатися спрощеною процедурою зміни імені у відповідній автономній області.

### Каталонські прізвища
Правила складання прізвищ й імен у каталонській мові дуже схожі з іспанськими за винятком того, що окремі прізвища звичайно відокремлюються за допомогою частки «i». Наприклад, ім'я та прізвище колишнього Президента Жанаралітату Каталонії було Паскуал Марагаль-і-Міра (кат. Pasqual Maragall i Mira).

## Португальські імена
Португальська система імен досить гнучка. При народженні дитині може бути надано одне або два імені та до чотирьох прізвищ. Діти отримують прізвища від своїх батьків. Звичайно материнське прізвище іде перед батьківським, але буває й навпаки.
Наприклад, якщо Жозе Сантус Алмейда (José Santos Almeida) та Марія Абреу Мелу (Maria Abreu Melo) матимуть дочку, її ім'я може бути Жуана Мелу Алмейда (ім'я + прізвище матері + прізвище батька). Проте, вони могли би надати їй два імені, наприклад, Жуана Мадалена та комбінувати прізвища різними шляхами, наприклад Жуана Мадалена Мелу Алмейда, Жуана Мадалена Абреу Мелу Алмейда (два прізвища від матері, одне від батька), Жуана Мадалена Абреу Мелу Сантус Алмейда (одне прізвище від матері, два від батька) або навіть Жуана Мадалена Абреу Мелу Сантус Алмейда (по два прізвища від кожного з батьків). Ця дитина, ймовірно, стане відомою за своїм останнім прізвищем, у даному випадку Жуана Алмейда. Проте, її батьки могли би вирішити змінити порядок прізвищ і назвати її Жуана Алмейда Мелу й так далі. У такому випадку вона, ймовірно, стала б відомою як Жуана Мелу.
Слід зауважити, що є абсолютно нормальною практикою частіше використовувати прізвище, яке не є «останнім», особливо якщо інші прізвища дуже поширені. Наприклад, португальський президент Анібал Кавако Сілва (Aníbal Cavaco Silva) відомий під іменем Кавако, а не Сілва. Те ж трапляється й у Бразилії, наприклад, гонщик Формули-1 Айртон Сенна да Сілва (Ayrton Senna da Silva) відомий у світі як Айртон Сенна.

### Імена одружених жінок
В Португалії жінка може прийняти прізвище свого чоловіка, але вона завжди зберігає свої прізвища, які отримала при народженні. Наприклад, коли Марія Абреу Мелу одружується з Жозе Сантусом Алмейдою, вона може вирішити стати Марією Абреу Мелу Алмейда або Марією Абреу Мелу Сантус Алмейда. Традиція змінювати прізвище при одруженні не існувала в Португалії й поширилася тільки в XX столітті, особливо за часів «Нової держави», коли вона стала майже обов'язковою. Це іноді створювало деякі заплутані ситуації; наприклад, якщо жінка на ім'я Ана Ліма Сілва (Ana Lima Silva) одружилася б з чоловіком на ім'я Жуан Ліма (João Lima), її ім'я стало б Ана Ліма Сілва Ліма (Ana Lima Silva Lima). За теперішнього часу небагато жінок приймають, навіть офіційно, прізвища своїх чоловіків, і навіть ті, хто так робить, зазвичай не використовують їх у професійному та приватному житті.
У Португалії починаючи з 1977 року чоловіки можуть взяти прізвище своєї дружини, і ця традиція також поширюється. Коли це трапляється, зазвичай обидва змінюють своє ім'я після одруження (наприклад, Жозе Сантус Алмейда і Марія Абреу Мелу можуть стати Жозе Сантус Мелу Алмейда та Марія Абреу Мелу Алмейда).
У Бразилії до недавньої реформи цивільного права жінки повинні були брати прізвища своїх чоловіків; відмова це зробити розглядалася як свідоцтво позашлюбного життя. Обов'язкове прийняття нового прізвища призводило до незвичайних комбінацій, наприклад у випадку, коли обидва партнери мали те ж саме прізвище. Ця традиція поступово зникає починаючи з 1970-х років, і за нашого часу рідко зустрічається через необхідність незграбних бюрократичних процедур. Недавно прийнятий Цивільний кодекс указує, що жінка має вибір змінювати своє ім'я після одруження чи ні, а чоловік також може взяти прізвище дружини.

### Число імен
Не є чимось незвичайним, коли одружена жінка має два імені та шість прізвищ (останні два отримані від свого чоловіка). Окрім того, деякі з цих імен можуть бути складними (складатися більше ніж з одного слова). Таким чином, повне жіноче ім'я може включати більш ніж 12 слів. Наприклад, ім'я Марія-ду-Кармо Ман-ді-Ферро і Кунья-ді-Алмейда Санта-Ріта Сантус Абреу (Maria do Carmo Mão de Ferro e Cunha de Almeida Santa Rita Santos Abreu) не є незвичайним для одруженої жінки. Ман-ді-Ферро (Mão de Ferro, «залізна рука») і Санта-Ріта (Santa Rita, за ім'ям Святої Ріти Каскії) кожне вважається одним прізвищем. У даному випадку, прізвища Сантус та Абреу, ймовірно, надійшли від чоловіка цієї жінки.
У Португалії традиція надання дитині чотирьох прізвищ стає популярною, тому що таким чином дитина може отримати прізвища від кожного зі своїх дідусів і бабусь. Подекуди це вважається ознакою снобізму, тому що цій традиції частіше слідували благородні сімейства, які мали багато прізвищ. Для простоти, більшість португальців мають два прізвища. Наявність тільки одного прізвища рідкісна і це зазвичай трапляється, коли прізвища батька та матері однакові (щоб уникнути створення комбінацій на зразок Антоніу Сантус-і-Сантус, António Santos e Santos).
У Бразилії внаслідок колишнього рабства загальні правила гнучкіші та зустрічаються цікаві винятки. Ні раби, ані індіанці не мали іберійських прізвищ (рабам було навіть заборонено використовувати свої африканські імена, їх хрестили з наданням португальського імені). За часів рабства імена рабів повинні були відрізнятися в межах плантації (wikt:fazenda або wikt:engenho), до якої вони належали. Це пояснює, чому в Бразилії досі існує багато архаїчних або неприємних імен. Звільнені раби брали імена, які посилалися на їхню професію (подібно до коваля «Ferreira», швеця «Serrador» або взуттьовика «Sapateiro»). Після скасування рабства загальною практикою стало надання рабам одного з прізвищ їхнього колишнього власника, але це не гарантувало прізвищ для всіх, оскільки багато рабів вже втекли з плантацій або були народжені в кіломбах. Протягом десятиліть багато людей в Бразилії взагалі не мали прізвищ, але кінець кінцем вони взяли як прізвища власні імена («Martinho», «Abraão», «Jorge» тощо), або отримали довільне прізвище. Серед них «Сілва» (від «Silva» — ліс) «[да] Коста» ([da] Costa, узбережжя) «[дос] Сантус» (dos Santos — святі) і «да Мата» (da Mata — з деревини) були найпоширенішими. Проте, до 1996 року ще можна було іноді зустріти жінку з ім'ям просто «Марія» або чоловіка з ім'ям «Жозе Карлус».

### Ім'я Марія
Оскільки ім'я Марія було (особливо в минулому) надзвичайно популярним як перше з двох наданих імен, жінки на ім'я Марія зазвичай відомі за їхнім другим ім'ям, яке може бути навіть чоловічим, або другою частиною складного імені. Наприклад, жінку з ім'ям Марія ді Лурдіс називатимуть Лурдіс (від назви Лурдіс, Lourdes, місця появи Діви Марії). Жозе — чоловіче ім'я, але багато жінок мають ім'я Марія Жозе й неофіційно зовуться просто Жозе. Ця традиція в останні десятиліття виходить з ужитку.

### Часткаdeв португальських іменах
В португальській мові частка «ді» (de) традиційно вживається тільки перед топонімічними прізвищами. Наприклад, прізвище «Коуту» (Couto) походить від топоніму; частка «ді» додається до нього, щоб вказати місце походження персони або родини. Приклад: Жозе (власне ім'я) Антуніс ді Коуту (буквально: з Коуту). Коли за топонімічним прізвищем іде ще одне топонімічне прізвище, перед другим прізвищем може ставитись як частка «ді», так і частка «і» (e). Приклад: Жозе Антуніс ді Коуту ді Соуза (José Antunes de Couto de Sousa, буквально: з Коуту з Соузи) або Жозе Антуніс ді Коуту і Соуза (José Antunes de Couto e Sousa, буквально, з Коуту та Соузи). «Ді» ніколи не ставиться перед нетопонімічними прізвищами (у цьому випадку Антуніс).
Використання «ді» для вказання благородного походження — недавня та штучна афектація, що була скопійована з системи особистих імен інших європейських країн. Це технічно некоректно і загалом вважається снобізмом. Частки «ді» або «да» (da = de + жіночий артикль) не є невід'ємними частинами прізвища і не повинні впливати на місце імені в алфавітному списку. Жозе да Сілва — це сеньйор Сілва (senhor Siva, пан Сілва), а не сеньйор да Сілва. Антоніу ді Кастру (Antônio de Castro) в алфавітному списку має бути розташований під літерою «К»: Кастру, Антоніу ді (Castro, Antônio de).